# Cepoko (Berbek)
Cepoko is een bestuurslaag in het regentschap Nganjuk van de provincie Oost-Java, Indonesië. Cepoko telt 1749 inwoners (volkstelling 2010).